# بی‌لاین
بی‌لاین (روسی: Билайн)، پیشتر بی‌لاین جی.اس. ام (روسی: Би Лайн GSM) یک برند ارتباط از راه دور توسط شرکت پی.جی.اس. سی ویمپل کام است که در روسیه تأسیس شده‌است. پی.جی.اس. سی ویمپل کام سومین شرکت بزرگ ارتباطات بی‌سیم و دومین اپراتور بزرگ مخابراتی روسیه است که دفتر مرکزی آن در مسکو واقع شده‌است. این شرکت از سال ۲۰۰۹ یکی از شرکت‌های تابعهٔ ویمپل کام است که رقبای اصلی آن در روسیه، ام‌تی‌اس، مگافون و تله۲ هستند.